# Nieuw-Dijk

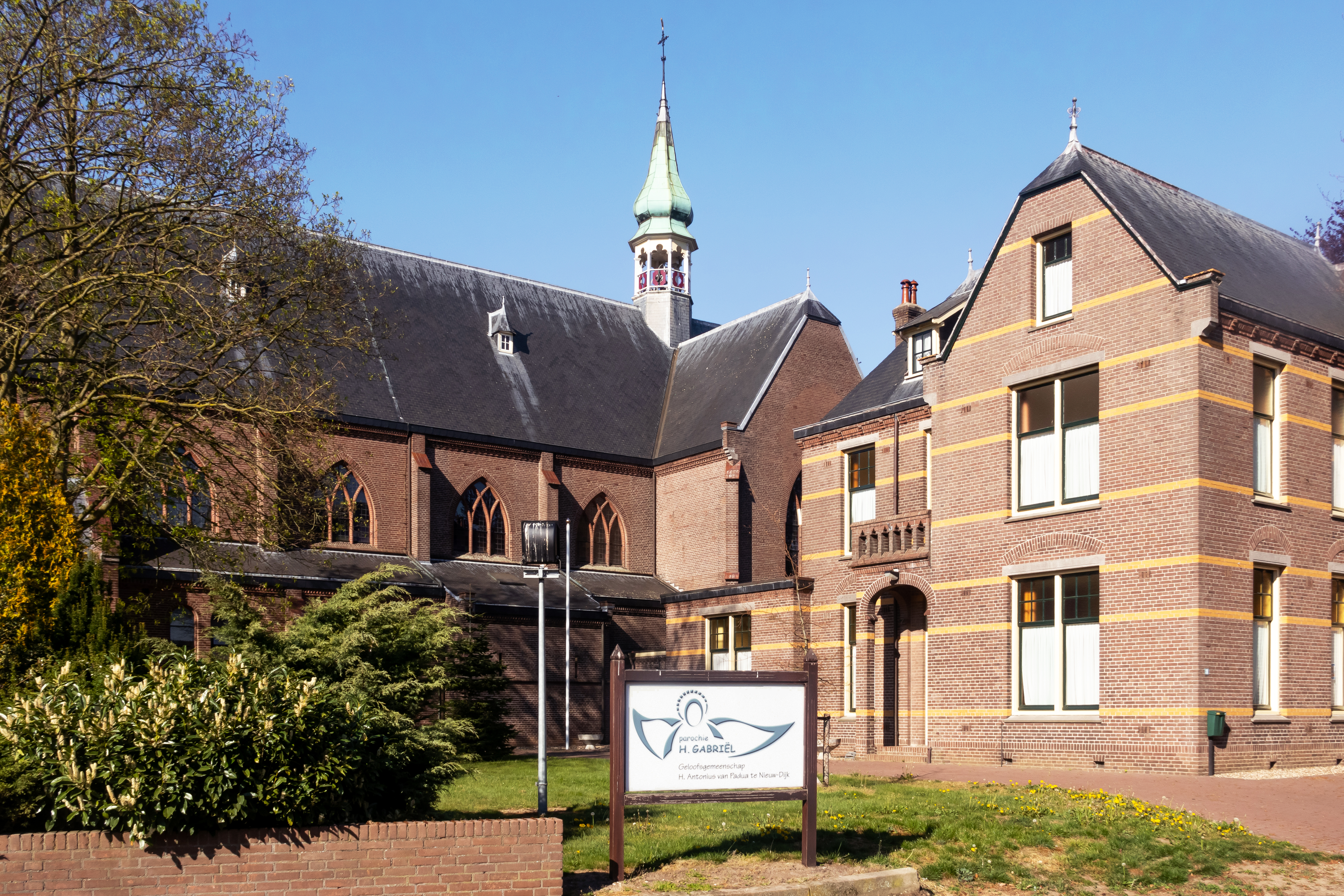
L'église: la Sint Antonius van Paduakerk

Nieuw-Dijk est un village situé dans la commune néerlandaise de Montferland, dans la province de Gueldre. Le village compte environ 1 500 habitants.